# Allegion
Allegion PLC ist ein in Dublin ansässiges Unternehmen der Sicherheitstechnik. Es ist international tätig, hat rund 12.300 Mitarbeiter und erwirtschaftete 2022 einen Umsatz von 3,3 Mrd. US-Dollar. Die Firma vertreibt ihre Produkte in rund 130 Ländern weltweit. Die Aktien des Unternehmens werden an der New Yorker Börse gehandelt und sind Teil des Aktienindex S&P 500.

## Geschichte
Das Unternehmen wurde 2013 als Ausgliederung aus dem irischen Mischkonzern Ingersoll Rand gegründet und ist seit dem 1. Dezember 2013 unter dem Kürzel „ALLE“ an der NYSE gelistet. Allegion umfasst sämtliche Tochterunternehmen von Ingersoll Rand, die in den Bereichen Sicherheit und Eingangskontrolle tätig sind. Einige dieser Unternehmen haben Wurzeln bis ins 18. Jahrhundert. Das älteste Patent des Unternehmens stammt aus dem Jahr 1908 und beschreibt eine Ausgangstür.

## Produkte
Das Unternehmen bietet Lösungen im Bereich der Sicherheitstechnik an. Zum Leistungsspektrum des Unternehmens gehören mechanische und elektronische Sicherheitsprodukte wie Schlösser im privaten und gewerblichen Bereich, Türschließer, Panikbeschläge, Stahltüren und -rahmen, Zutrittskontrollsysteme, Workforce Management Lösungen, aber auch Fahrradschlösser.

## Marken
Zu den Marken des Unternehmens gehören:
- AD Systems
- Austral Lock
- AXA
- Bricard
- Brio
- Briton
- CISA
- Dexter by Schlage
- Falcon
- FSH
- Gainsborough
- Glynn-Johnson
- Inafer
- Interflex
- ISONAS
- Ives
- Kryptonite
- Legge
- LCN
- Milre
- Normbau
- QMI
- Republic Doors & Frames
- PegaSys
- Schlage
- Simons Voss Technologies
- Steelcraft
- Technical Glass Products (TGP)
- Trelock
- Von Duprin
- Zero International

## Allegion Ventures
Im März 2018 gründete das Unternehmen den Investment Fonds Allegion Ventures. Der Fonds investiert in junge Unternehmen aus den Bereichen Sicherheit und Smart Home. Die Gründungssumme betrug 50 Mio. US-Dollar. Einige Unternehmen, in die man zuvor investiert hatte, wurden zu Allegion Ventures überführt. Die folgenden Unternehmen sind zurzeit Teil des Programms:
- Conneqtech (GPS-Tracking)
- iDevices (SmartHome Geräte, Mitte 2017 von Hubbell Inc. übernommen)
- Nuki (Smart Lock)
- Yonomi (Cloud Technologie)